# J.W. Hermansson

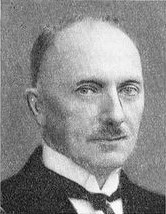
J.W. Hermansson.

Janne Wilhelm Hermansson, känd som J.W. Hermansson, född 27 november 1876 i Malmö S:t Petri församling, död 10 september 1964, var en svensk socialdemokratisk kommunalpolitiker.
Hermansson inträdde 1891 i tobaksbranschen, först i Förenade tobaksfabriker och anställd vid  AB Svenska Tobaksmonopolet då detta övertog fabriken 1915. Han avancerade där till lagerchef, en befattning han lämnade 1941 då han pensionerades.  Han var ledamot av Malmö stadsfullmäktige 1913–1942, av drätselkammaren 1918–1942, ordförande där 1928–1942 samt ordförande i hamndirektionen från 1937. Han var huvudman i Sparbanken Bikupan 1925, styrelsesuppleant 1932 och styrelseledamot 1942. Han var även verkställande direktör för dåvarande Malmö Järnvägars AB och styrelseledamot i Sydsvenska Kraftaktiebolaget och ett par av dess dotterbolag. Han tillhörde dessutom en lång rad styrelser och nämnder inom den kommunala förvaltningen.